# Gmina Wojaszówka
Wojaszówka ist ein Dorf sowie Sitz der gleichnamigen Landgemeinde im Powiat Krośnieński der Woiwodschaft Karpatenvorland in Polen.

## Gemeinde
Zur Landgemeinde (gmina wiejska) Wojaszówka gehören folgende elf Ortschaften mit einem Schulzenamt:
Bajdy
Bratkówka
Łączki Jagiellońskie
Łęki Strzyżowskie
Odrzykoń
Pietrusza Wola
Przybówka
Rzepnik
Ustrobna
Wojaszówka
Wojkówka